# Moisés Lima Magalhães
Moisés, vollständiger Name Moisés Lima Magalhães, (* 17. März 1988 in Belo Horizonte) ist ein ehemaliger brasilianischer Fußballspieler. Er wurde auf der Position eines zentralen Mittelfeldspielers eingesetzt, alternativ spielt er im Mittelfeld offensiv oder auf der rechten Seite. Sein spielstarker Fuß ist der rechte.

## Karriere
Moisés startete in seiner Jugend beim América Mineiro. Hier schaffte er 2007 auch den Sprung in den Profikader, wurde aber über die Jahre hinweg immer wieder an andere Klubs ausgeliehen. Nach Austragung der Staatsmeisterschaft von Minas Gerais 2012, wechselte Moisés zur Austragung der Meisterschaftsrunde fest zu Portuguesa. Der Kontakt erhielt eine Laufzeit über drei Jahre. Bei dem Klub spielte Moisés künftig in Brasiliens oberster Spielklasse der Série A. Seinen Einstand in der Liga gab Moisés am 6. Juni 2012, dem 3. Spieltag der Série A 2012. Im Auswärtsspiel gegen den Coritiba FC stand er in der Startelf. Moisés wurde sofort zur Stammkraft, in der Saison bestritt er 34 von 38 möglichen Spielen und erzielte sechs Tore. Das erste bereits einen Spieltag nach seinem ersten Einsatz. Im Heimspiel gegen Atlético Goianiense am 10. Juni 2012 traf er in der 63. Minute zum 2:0-Endstand.
Ende Januar 2014 wurde Moisés Wechsel nach Kroatien an den HNK Rijeka abgegeben. Bei dem Klub unterschrieb Moisés einen Vertrag über drei Jahre. Seinen ersten offiziellen Einsatz für Rijeka bestritt Moisés in der ersten Liga. Am 22. Spieltag der Saison 2013/14, dem 16. Februar 2014 traf Rijeka auswärts auf den NK Zadar. In dem Spiel stand Moisés in der Anfangsformation. Am 7. März 2014, dem 25. Spieltag der Saison traf Moisés das erste Mal für den Klub ins Netz. Im Auswärtsspiel gegen NK Hrvatski dragovoljac erzielte er in der 15. Minute die 1:0-Führung (2:0). Im nationalen Pokal 2013/14 kam noch zu sechs Einsätzen, auch in den beiden Endspielen gegen Dinamo Zagreb, die Rijeka beide für sich entscheiden konnte. Auch beim Sieg im kroatischen Fußball-Supercup 2014 war Moisés mit Rijeka gegen Dinamo Zagreb erfolgreich. Ein weiterer Höhepunkt in Moisés Laufbahn in dem Jahr war sein Einstand auf internationaler Klubebene. In der UEFA Europa League 2014/15 traf Rijeka in der 2. Qualifikationsrunde am 17. Juli 2014 zuhause im Hinspiel auf Ferencváros Budapest. In den Playoffs des Wettbewerbs erzielte Moisés sein erstes Tor auf internationaler Klubebene. Im Rückspiel gegen Sheriff Tiraspol am 28. August 2014 erzielte er das Tor zum 3:0-Endstand.
Ende Dezember 2015 wurde der Wechsel von Moisés zurück nach Brasilien zu SE Palmeiras bekannt. Bei dem Klub unterzeichnete er einen Kontrakt über vier Jahre bis Ende 2019. Sein erstes Spiel für Palmeiras bestritt Moisés in der Staatsmeisterschaft von São Paulo. Am 13. Februar 2016 spielte sein Klub zuhause gegen den CA Linense. In dem Spiel stand Moisés in der Startformation. Danach kam er in dem Wettbewerb zu keinen weiteren Einsätzen. Erst in der Série A lief Moisés wieder für Palmeiras auf. Dieses aber überaus erfolgreich. Im Zuge des neunten Titelgewinns der nationalen Meisterschaft 2016 durch Palmeiras, stand er in 34 von 38 Spielen auf dem Platz und erzielte drei Tore. Diesen Erfolg konnte Moisés zwei Jahre später in der Série A 2018 mit dem zehnten Titel für Palmeiras wiederholen (28 Spiele, zwei Tore).
Im Juli 2019 wechselte Moisés nach China zum Shandong Luneng Taishan. Die Ablösesumme für die vollständigen Transferrechte betrug fünf Millionen Euro (ca. 21 Millionen USD). Damit erzielte Palmeiras einen Transfergewinn nachdem dieser Moisés 2015 für 3,4 Millionen Dollar kaufte. Sein erstes Pflichtspiel für Shandong bestritt Moisés in der Liga am 2. August 2019. Bei der 3:0-Heimspielniederlage gegen Guangzhou Evergrande wurde er in der 59. Minute für Roger Guedes eingewechselt. Im Dezember 2020 konnte Moisés mit Shandong gegen Jiangsu FC den chinesischen Pokal 2020 gewinnen. Dem schloss sich die Chinese Super League 2021 an.
Zur Saison 2024 kehrte Moisés in seine Heimat und zu América Mineiro zurück. Nach Beendigung der Série B 2024 verließ er den Klub wieder und beendete seine aktive Laufbahn.

## Trivia
Der Fußballtorwart Matheus Lima Magalhães ist der jüngere Bruder von Moisés.
Als neue Herausforderung nach seiner aktiven Laufbahn fand er für sich das Footvolley-Spiel.

## Erfolge
América Mineiro
- Série C: 2009

Portuguesa
- Staatsmeisterschaft von São Paulo Série A2: 2013

Rijeka
- Kroatischer Fußball-Supercup: 2014
- Kroatischer Fußballpokal: 2013–14

Palmeiras
- Campeonato Brasileiro de Futebol: 2016, 2018

Shandong
- Chinesischer Fußballpokal: 2020
- Chinese Super League: 2021

## Auszeichnungen
Palmeiras
- Bola de Prata: 2016
- Prêmio Craque do Brasileirão: 2016